# Bendiljati Wetan
Bendiljati Wetan is een bestuurslaag in het regentschap Tulungagung van de provincie Oost-Java, Indonesië. Bendiljati Wetan telt 2775 inwoners (volkstelling 2010).